# Pterolophia eritreensis
Pterolophia eritreensis là một loài bọ cánh cứng trong họ Cerambycidae.